# Канді (королівство)
Канді (синг. කෝට්ටේ රාජධානිය, там. கண்டி இராச்சியம்) — держава, що існувала в центральній частині острова Шрі-Ланка з XV по XIX ст. Територія держави в першій половині XVI століття приблизно відповідала Центральній провінції, Північно-Центральній провінції, Східній провінції і провінції Ува.

## Утворення держави Канді і її боротьба з іншими ланкійськими державами
У середині XV століття помер правитель об'єднувавшу усю Шрі-Ланку державу Котте Паракрамбаху VI. В результаті боротьби за владу між його наступниками ослабнув контроль над складовими держави територіями, і сепаратистські устремління феодальної знаті отримали шанс на реалізацію. Ще в правління Паракрамбаху VI стався великий заколот Кандійської знаті проти верховної влади, яким керував Джотія Сітана, але заколот був жорстоко придушений. Тепер же боротьба увінчалася успіхом, і в останній чверті XV століття в центральних районах Шрі-Ланки утворилася незалежна державу Канді. Трохи раніше на півночі острова утворилося держава Джафна, а до кінця XV століття влада Котте поширювалася лише на південно-західні райони острова.
Прагнучи послабити свого головного супротивника — Котте — Канді і Джафна вели проти неї безперервні політичні інтриги. За підтримки правителя Канді Джаявіри (1511—1552) три старших сина правителя Котте, незадоволені тим, що їх батько Віджаябаху оголосив спадкоємцем престолу їх молодшого — четвертого — брата, в 1521 році вбили батька, в результаті чого держава Котте розпалося на три ворогуючих між собою об'єднання з центрами в Котте, Сітаваке і Райагаме. Канді вело постійні війни з трьома царствами, у війну включалися також португальці і держави утворювали союзи. Поступово Канді розширило свою територію, завоювавши Райагама і Котте, і стало воювати проти Сіттавака.
Після розділу Котте найпотужнішим і амбітним з нових держав стала Сітавака, і Канді в 1522 році уклала союз з Португалією, щоб протистояти загрозі з півдня. Однак португальців більше цікавила держава Котте, оскільки саме там були основні плантації коричного дерева, і після 1546 року, коли війська Португалії та Котте вторглися на територію Канді, не залишилося жодної можливості для союзу.
У 1552 році Джаявіра був зміщений з Кандійського престолу, і втік до Сітаваки. Армія Канді рушила до кордонів Сітаваки і зажадала видачі Джаявіри. У цей час Сітавака в союзі з Котте воювала проти Португалії, і вже вибила португальські частини з центральній частині острова, але в умовах загрози з боку Канді, а також бачачи зростаючу міць Котте, Сітавака вступила в союз з розбитими португальськими частинами, розгромила Котте, і захистила свою територію від Канді.
У 1560 році, коли португальці вторглися в Джафну, Канді надало допомогу північному сусідові. Тим часом в 1565 році Сітавака повністю захопила Котте, і номінальний правитель Котте — Дхармапала — був змушений залишити країну і сховатися в португальському форту Коломбо на території Канді. У 1574 португальці виступили ініціаторами укладання шлюбного союзу між Дхармапалою і Кандійською принцесою. Угледівши в цьому шлюбі загрозу потенційного військового союзу португальців і кандійцев, правитель Сітаваки рушив свою армію на Канді, але похід був перерваний раптовим нападом португальської військової ескадри з південно-західного узбережжя. Португальські війська заглибились на територію Сітаваки, розгромили і розграбували безліч сіл, монастирів і храмів. Коли в 1578 році Сітавака знову організувала військову експедицію в Канді, португальська ескадра повторила свою вилазку з бухти Коломбо.
Раджасінга, який успадкував трон Сітаваки в 1581 році, знову вирушив у похід на Канді, і цього разу йому супроводжував успіх. У 1582 році територія Канді була приєднана до Сітаваки.

## Боротьба з португальцями і союз з Голландією
Незабаром після анексії Канді Сітавакою в центральному районі острова почалося повстання проти Сітаваки, яке тривало до 1593 року. Зі смертю Раджасінгхі в 1593 році політичній могутності Сітавакі прийшов кінець. Канді знову здобуло незалежність, а номінальним правителем Котте (куди була включена і територія Сітаваки) став Дхармапала; фактично ж всі прибережні райони острова перейшли у повне володіння Португалії. Після смерті в 1597 році Дхармапали, який заповідав усі свої володіння португальській короні, єдиною реально незалежною державою Шрі-Ланки залишилася Канді (у Джафні король правил за підтримки португальців, а після його смерті і послідувавшою за нею смути Португалія ввела там з 1620 року пряме колоніальне управління).
У 1594 португальські власті організували військову експедицію в центральні райони острова з метою підпорядкувати Кандійську державу і посадити на престол свою ставлениця — кандійську принцесу Кусумасанадеві, що увійшла в історію під ім'ям Дони Катаріни. Португальці, керовані Педро Лопесом де Соусою, були зустрінуті кандійською армією під проводом Конаппу Бандари, і зазнали нищівної поразки в битві при Ганноруві. Захоплена в полон Дона Катаріна стала дружиною переможця, який правив у Канді до 1604 року, прийнявши ім'я Вімала Дхарма Сурія I. Проведена ним внутрішня політика, продовжена його наступником Сенератом (1604—1635) була спрямована на посилення економічної та військової могутності Кандійської держави. Особлива увага приділялася зміцненню кордонів, на яких було побудована значна кількість фортифікаційних споруд.
Метою кандійських правителів було збереження миру з португальцями на будь-яких умовах. Португальська сторона прагнула оволодіти природними багатствами центральної частини острова і портами на північно-східному узбережжі, здійснювала постійні спустошливі рейди вглиб кандійської території. У 1617 році між Португалією і Канді був укладений договір, згідно з яким португальська сторона визнавала Сенерата правителем Канді, кандійська сторона — права португальців на управління прибережними районами острова. Кандійці погоджувалися виплачувати щорічну данину і не впускати у внутрішні райони ворожі португальцям сили. Однак, незважаючи на умови договору, португальці незабаром зайняли великий кандійський порт Тринкомалі. У відповідь новий кандійської правитель Раджасінгха II став здійснювати постійні вилазки на підвладні португальцям території.
У 1620-1630-х роках португальці організували кілька військових експедицій на територію Канді, але їм не вдалося утримати захоплених позицій, і в 1630 році португальська армія, якою командував Костянтин де Саа, була розбита і майже повністю знищена. У 1633 році португальська влада уклала з кандійським правителем новий мирний договір, за умовами якого кандійська сторона зберігала за собою всю колишню територію, але зобов'язалася як і раніше виплачувати португальцям данину; також за умовами договору до португальців відійшов важливий стратегічний пункт на східному узбережжі острова — форт Баттікалоа.
Тим часом у боротьбу за панування в Південній і Південно-Східній Азії вступила нова європейська держава — Голландська республіка. У пошуках союзників для боротьби з Португалією Голландія підтримала оборонні зусилля кандійської держави. Переговори між двома сторонами завершилися укладенням договору про спільні бойові дії проти португальської армії на Шрі-Ланці; за це Голландія отримала монопольне право закупівлі кандійської кориці.
Дізнавшись про кандійсько-голландські переговори, португальці почали бойові дії проти союзних військ. До 1639 року голландські і кандійські війська відвоювали у португальців Тринкомалі і Баттікалоа; Голландська Ост-Індійська компанія домоглася від Канді права на розміщення в них голландських гарнізонів і фактично перетворила ці порти в опорні бази своїх збройних сил на острові. У 1640 році кандійсько-голландські сили взяли штурмом Негомбо і Ґалле на південно-західному узбережжі острова, де голландцям також вдалося затвердити свою військову присутність.
Падіння влади іспанських Габсбургів в Португалії і укладення миру між Голландією і Португалією в Європі змусило голландців порушити умови договору з кандійською стороною і призупинити подальший наступ на португальські володіння на Шрі-Ланці. У 1644 році був укладений договір про перемир'я, за умовами якого португальська і голландська сторона зобов'язалися не відновлювати військових дій на острові і поділити захоплену південно-західну частину Шрі-Ланки між собою. У 1645 році договір про перемир'я був доповнений підписанням у Ґалле угоди, що передбачала надання взаємної військової допомоги у разі нападу з боку Канді.
У 1652 році мир між Голландією і Португалією в Європі був порушений, що послужило сигналом для відновлення військових дій і на Шрі-Ланці. Голландцям вдалося знову налагодити відносини з Раджасінгхою II і з його допомогою повести рішучий наступ на позиції португальців. У 1656 році, після семимісячної облоги, розпочатої спільно кандійськими та голландськими військами, здався Коломбо. Потім голландські війська захопили Джафну, а до 1658 захопили всі опорні пункти португальців в Індії.

## Боротьба з голландцями і союз з Великою Британією
Захопивши території, раніше управлялися Португалією, голландська влада розірвали союз з Кандійською державою і спрямували зусилля на приєднання його до своїх колоніальних володінь, так як в центральних областях Шрі-Ланки була зосереджена основна частина дикорослих коричних дерев. XVII століття і перша половина XVIII століття буяли військовими зіткненнями між кандійськими військами і голландською найманою армією; відносини між голландськими губернаторами Цейлону і кандійськими правителями залишалися вкрай напруженими. У 1766 році, після чергової спроби голландців підпорядкувати Канді, між двома сторонами був укладений договір, згідно з яким ряд прикордонних областей Кандійської держави переходив у володіння Голландської Ост-Індської компанії, що одержувала також довгоочікуване право на збір кориці у внутрішніх районах. Договір передбачав встановлення голландського сюзеренітету над Кандійською державою.
У другій половині XVIII століття посилилося суперництво між голландцями та англійцями за колоніальні та торговельні переваги, що призвело до того, що в результаті військових дій, які велися з 1780 по 1796 роки між голландськими, французькими та англійськими військами за участі Кандійської держави, яка уклала військовий союз з Великою Британією, Голландська Ост-Індська компанія була змушена залишити свої володіння. Контроль над Шрі-Ланкою перейшов до Великої Британії.

## Поглинання Канді Великою Британією
Після захоплення колишніх голландських володінь на Шрі-Ланці англійці направили свої військові, політичні та ідеологічні зусилля на завоювання Кандійської держави. В результаті складних інтриг і підкупу англійцям вдалося домогтися підтримки з боку частини Кандійської знаті, невдоволеної діями правителя Шрі Викрама Раджасінгхі, який, намагаючись зміцнити збройні сили Кандійської держави для захисту від англійців, обмежив привілеї місцевої верхівки, ввів нові податки, зазіхнув на власність буддійського духовенства. Це відштовхнуло від нього багатьох колишніх прихильників і привело їх до відкритого союзу з англійцями.
У 1815 році Кандійська держава було окупована британськими військами і включена до складу королівської колонії Цейлон. Колишній правитель Канді був позбавлений влади і висланий в Мадрас, а територія колишньої Кандійської держави склала окрему адміністративну область, передану у ведення англійському резиденту, підзвітному губернатору прибережних районів.